# إميل بن
إميل بن (بالفرنسية: Émile Bin)‏ هو رسام وسياسي فرنسي، ولد في 10 فبراير 1825 في باريس في فرنسا، وتوفي في 4 سبتمبر 1897 في فرنسا. انتخب رئيس بلدية ‏ وانتخب عمدة دائرة ‏.